# Finotia spinicollis
Finotia spinicollis är en insektsart som beskrevs av Bonnet, F.R. 1884. Finotia spinicollis ingår i släktet Finotia och familjen Pamphagidae. Inga underarter finns listade i Catalogue of Life.